# Jean-André Périsse-Duluc
Jean-André Périsse-Duluc est un homme politique français né le 4 juillet 1738 à Lyon (Rhône) et décédé le 28 septembre 1800 au même lieu.
Imprimeur libraire, il est député du tiers état aux États généraux de 1789 pour la ville de Lyon. Il siège dans la majorité et intervient dans les débats financiers. Il est inspecteur de l'imprimerie nationale en février 1790 puis commissaire à la fabrication des assignats. Il devient conseiller de préfecture en 1800.
Franc-Maçon il fait partie avec Jean-Baptiste Willermoz de la maçonnerie mystique lyonnaise (Rite écossais rectifié).

## Sources
- « Jean-André Périsse-Duluc », dans Adolphe Robert et Gaston Cougny, Dictionnaire des parlementaires français, Edgar Bourloton, 1889-1891 [détail de l’édition]